# 대구유가초등학교 한정분교
대구유가초등학교 한정분교는 대한민국 대구광역시 달성군 유가읍 달창로28길 31 (한정리)에 있었던 공립 초등학교이다.

## 연혁
- 1936년 6월 12일 유가공립보통학교 부설 한정간이학교 설립인가
- 1944년 4월 1일 한정공립국민학교 승격
- 1948년 9월 16일 6학급 편성
- 1985년 9월 10일 병설유치원 개원
- 1996년 3월 1일 대구한정초등학교로 교명 변경
- 1999년 9월 1일 대구유가초등학교 한정분교로 교명 변경
- 2007년 3월 1일 대구유가초등학교로 통폐합